# 恋のひとこと
「恋のひとこと」（原題： Somethin' Stupid）は、カーソン・パークス作詞作曲による楽曲。フランク・シナトラとナンシー・シナトラのデュエットにより全米1位を獲得した。

## フランク・シナトラとナンシー・シナトラのバージョン
作者のカーソン・パークスはヴァン・ダイク・パークスの兄である。カーソンが1966年に妻のゲイル・フットと「カーソン・アンド・ゲイル」名義で発表したアルバム『San Antonio Rose』に本作品は収録されていた。
フランク・シナトラと娘ナンシー・シナトラは1967年2月1日に本作品の録音を行った。編曲はビリー・ストレンジ。同年3月、シングルA面曲として発表。4月15日から5月6日にかけて4週連続でビルボード・Hot 100の1位を獲得した。また同時にビルボードのイージー・リスニング・チャート、全英シングルチャートでも1位を獲得し、ゴールドディスクに輝いた。

## その他のバージョン
- マーヴィン・ゲイとタミー・テレル - 1967年8月29日発売のアルバム『ユナイテッド』に収録。

- ポール・モーリア・グランド・オーケストラ - 1967年発売のアルバム『Le Grand Orchestre De Paul Mauriat – Album Nº 5』に収録[4]。

- ピーチズ&ハーブ - 1968年発売のアルバム『Golden Duets』に収録[5]。

- メリー・ホプキンとエドワード・モーリス・ジョーンズ - 1968年発売の4曲入りEP『Mary Ac Edward』[6]に収録後、1996年発売のコンピレーションアルバム『Y Caneuon Cynnar (The Early Recordings)』に再収録。ウェールズ語詞。タイトルは「Rhywbeth Syml」。

- ロビー・ウィリアムズとニコール・キッドマン - 2001年11月19日発売のウィリアムズのアルバム『Swing When You're Winning』に収録。同年12月14日にシングルカットされ、彼らのバージョンはイギリス、イタリア、ニュージーランド、ポーランド、ポルトガルなどでチャートの1位を記録した。

- 竹内まりやと大滝詠一 - 2003年10月29日発売の竹内のアルバム『Longtime Favorites』に収録。なお、二人は同アルバムのレコーディングに先立って、シナトラ親子のオリジナル音源を元に非公式でデュエットを行っている。その音源は2002年12月22日および2003年1月5日放送の『山下達郎のサンデー・ソングブック』（TOKYO FM）で披露されている。大滝は自分の娘が歌手になったらオリジナル同様父娘で本曲をデュエットするつもりであったらしいが、娘は歌手にならなかったため断念、竹内をデュエットの相手に選んでいる。大滝にとっては、生前最後に参加した公式の楽曲となった。

- マイケル・ブーブレとリース・ウィザースプーン - 2013年4月22日発売のブーブレのアルバム『To Be Loved』に収録。

- 細野晴臣とアン・サリー - 2013年5月22日発売の細野のアルバム『Heavenly Music』に収録。